# Jackiella
Jackiella, rod jetrenjarki smješten u vlastitu porodicu Jackiellaceae, dio podreda Jungermanniineae. Porodica je opisana 1972.

## Vrste
1. Jackiella angustifolia Herzog
2. Jackiella brunnea (Horik.) S. Hatt.
3. Jackiella ceylanica Schiffn. ex Steph.
4. Jackiella curvata E.A. Hodgs. & Allison
5. Jackiella flava Grolle
6. Jackiella javanica Schiffn.
7. Jackiella renifolia Schiffn.
8. Jackiella sinensis (W.E. Nicholson) Grolle
9. Jackiella singapurensis Schiffn.
10. Jackiella unica Steph.